# Preixens
Preixens è un comune spagnolo di 507 abitanti situato nella comunità autonoma della Catalogna.

## Luoghi d'interesse
- Castillo de Preixens, di origine romanica.
- Castillo de Pradell.
- Castillo de Les Ventoses.